# Бозинта-Міке
Бозинта-Міке (рум. Bozânta Mică) — село у повіті Марамуреш в Румунії. Входить до складу комуни Реча.
Село розташоване на відстані 411 км на північний захід від Бухареста, 12 км на захід від Бая-Маре, 96 км на північ від Клуж-Напоки.

## Населення
За даними перепису населення 2002 року у селі проживали 423 особи.
Національний склад населення села:
| Національність | Кількість осіб | Відсоток |
| -------------- | -------------- | -------- |
| румуни         | 371            | 87,7%    |
| цигани         | 39             | 9,2%     |
| угорці         | 13             | 3,1%     |

Рідною мовою назвали:
| Мова      | Кількість осіб | Відсоток |
| --------- | -------------- | -------- |
| румунська | 409            | 96,7%    |
| угорська  | 13             | 3,1%     |